# Mitsuru Ushijima
Mitsuru Ushijima (31 juillet 1887 - 22 juin 1945) était un général japonais ayant dirigé les troupes japonaises lors de la bataille d'Okinawa. Mitsuru Ushijama commandait toutes les forces basées au sud d'Okinawa depuis le château de Shuri.

## Biographie
Ushijima était originaire de la ville de Kagoshima dans la préfecture de Kagoshima sur l'île de Kyūshū au sud du Japon. Il est diplômé de la classe 20 de l'Académie militaire impériale en 1908 et de la classe 28 de l'école d'état-major de l'Armée en 1916. Peu de temps après l'obtention du diplôme, il a été affecté à la Force expéditionnaire japonaise basée à Vladivostok lors de l'intervention en Sibérie contre les forces bolcheviques pendant la guerre civile russe.
De 1933 à 1936, Ushijima servit dans des postes administratifs au sein du ministère de la Guerre. Il a été nommé commandant du 1er régiment d'infanterie de 1936 à 1937. [2]
Avec le début de la Seconde Guerre sino-japonaise, Ushijima a été promu major-général et nommé commandant de la 36e brigade d'infanterie. Il a été rappelé au Japon en 1938 pour devenir commandant de l'École Toyama d'infanterie de l'Armée. En 1939, il est promu au grade de lieutenant-général et, de nouveau, lui est donné un commandement sur le terrain comme officier général commandant de la 11e Division de l'IJA dans le centre de la Chine, participant à de nombreuses batailles en Chine et en Birmanie.
Ushijima est retourné au Japon en 1941, en service durant un an en tant que commandant de l'Académie des sous-officiers. De 1942 à 1944, il était commandant de l'Académie militaire impériale japonaise.
Comme la situation de guerre a continué à se détériorer pour les Japonais dans la guerre du Pacifique, Ushijima a été envoyé à Okinawa pour prendre le commandement de la nouvelle 32e armée de 120 000 hommes, chargée de la défense des îles Ryūkyū contre l'invasion américaine. La 32e armée se composait de la 9e Division de l'IJA, 24e Division de l'IJA, de la 62e division de l'IJA et la 44e brigade autonome. La 9e Division a été transférée à Taiwan avant l'invasion américaine. Ushijima commandait toutes les forces japonaises dans la partie sud de l'île principale d'Okinawa de son siège basé au Château de Shuri à Naha. Il a mené une habile défense de l'île, malgré les désaccords avec son commandant en second, le général Isamu Cho et son chef de cabinet, le colonel Hiromichi Yahara.
Après une action offensive encouragée par Cho qui conduisit à un massacre des troupes d'attaque japonaises par la puissance supérieure de feu américaine, Ushijima, poussé par Yahara, a adopté les tactiques défensives d'attrition. Après le contournement de la ligne Shuri par les forces américaines, il a dirigé avec succès un retrait de ses troupes à l'extrême sud de l'île. Cette ligne de défense n'a pas rencontré le même succès et est devenu un groupe fragmenté de positions défensives isolées. Ushijima et Cho se retirèrent à la colline 89, vers la côte sud. Le commandement et le contrôle du reste de la 32e armée se sont détériorés rapidement dès que la communication avec les dernières positions défensives fut coupée. Un nombre record de prisonniers japonais se sont rendus; bon nombre étaient des volontaires d'Okinawa ou des conscrits.
Ushijima refusa une demande personnelle du général américain Simon Bolivar Buckner, Jr. lui demandant de se rendre. Au lieu de cela, après avoir entendu le bruit des destructions des positions proches sur la colline 89, Ushijima et le général Cho accomplirent un suicide rituel, chacun s'éventra lui-même avec une épée courte avant d'être décapité par son aide de camp principal.
Yahara a été le plus haut dirigeant capturé par les forces américaines, et le plus ancien à survivre à la bataille. Yahara avait demandé la permission à Ushijima de se suicider mais le général a refusé sa demande en disant: «Si tu meurs, il y aura plus personne pour connaître la vérité sur la bataille d'Okinawa. Gardez la honte temporairement, mais supportez-la. C'est un ordre de votre commandant». [3] Yahara plus tard fut l'auteur d'un livre intitulé La bataille d'Okinawa, décrivant les derniers moments d' Ushijima.
Ushijima a été décrit comme un homme humain qui décourageait ses officiers supérieurs de frapper leurs subordonnés, comme c'était leur droit dans l'armée impériale japonaise, et détestait afficher de la colère parce qu'il considérait ça comme une émotion de base.

## Source de la traduction
- (en) Cet article est partiellement ou en totalité issu de l’article de Wikipédia en anglais intitulé « Mitsuru Ushijima » (voir la liste des auteurs).